# Prelaz Klammljoch
Prelaz Klammljoch (italijansko Passo di Gola) je visokogorski alpski prelaz med skupino Rieserferner na jugu in skupino Venediger na severu na višini 2288 m. Po dolinama Reintal (Taufers) (včasih tudi nemško Reintal, italijansko Val di Riva) in Knuttental v Italiji povezuje Sand in Taufers (italijansko Campo Tures) na Južnem Tirolskem s Sankt Jakob in Defereggen na Vzhodnem Tirolskem v Avstriji.

## Geografija in zgodovina
Na vzhodnotirolski strani se dolini Arvental (na zemljevidu tudi nemško Affental) kot skrajni zadnji del pridruži preko prelaza dolina Defereggen (nemško Defereggental). Dolino Arvental, Schwarzachtal in Jagdhausalm še vedno obdelujejo južnotirolski kmetje zaradi stoletnih pravic paše, čeprav so ti pašniki v Avstriji. Ti kmetje večinoma uporabljajo sicer zaprto cesto čez prelaz, da pridejo do svojih vzhodnotirolskih pašnikov.
Odkar je leta 1920 začela veljati Senžermenska mirovna pogodba, meja med Italijo in Avstrijo poteka čez prelaz. Prelaz tvori tudi mejo med naravnim parkom Rieserferner-Ahrn in narodnim parkom Visoke Ture.
Zahodno od prelaza je majhno jezero Klammlsee na približno 2250 m in gorski pašniki (Knuttenalm) na 1911 m.
Dolina Defereggen (nemško Defereggental) je skozi prelaz bila naseljena od 11. stoletja.

## Promet
Prelaz je zaprt za promet z motornimi vozili, možen pa je dostop s kolesom. Cesta med Rein in Taufers in Oberhaus-Alm im Defereggental je makadamska.
Na južnotirolski strani lahko pot proti prelazu vodi do pohodniškega parkirišča tik za Rein in Taufers. Na vzhodnotirolski strani se po cesti proti prelazu pride vse do Oberhaus-Alm (1786 m), čeprav je tu treba plačati cestnino od križišča ceste Defereggentalstraße s cesto ki vodi na Prelaz Staller pri Erlsbachu.